# António Augusto Moreira Nunes de Almeida
António Augusto Moreira Nunes de Almeida (Lisboa, 20 de Janeiro de 1940) é um arquiteto português.

## Vida
Formou-se como arquiteto em 1965 pela Escola Superior de Belas-Artes de Lisboa. Iniciou a sua actividade como colaborador no atelier do arquiteto Frederico George em 1961 e onde permaneceu até 1966.

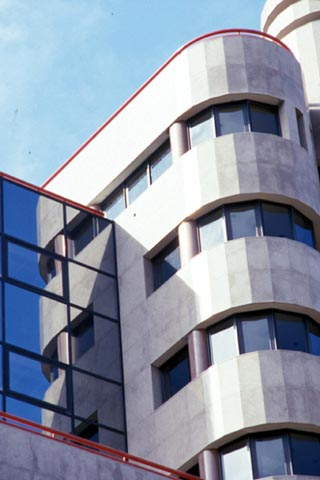
Lloyds Bank, Prémio Valmor 1988.

De 1966 a 1969 cumpriu o serviço militar obrigatório repartidos entre Lisboa e Luanda. Ainda em Luanda, nos anos de 1968 e 1969, exerceu actividade em atelier próprio e em colaboração com o arquiteto Jorge de Herédia.
Em 1969, já em Lisboa, trabalhou no atelier do arquiteto Raúl Chorão Ramalho. No ano de 1970 forma o Atelier 1, na zona da Graça em Lisboa.
Em 1973, cria atelier próprio no Campo de Santa Clara em Lisboa, onde tem desenvolvido actividade permanente como arquiteto, tendo elaborado variados projetos nomeadamente na área dos serviços, equipamentos, habitação e planeamento urbano.

## Obra
Destacam-se entre os seus projetos arquitetónicos, os seguintes: 
- Lloyds Bank (Av. da Liberdade n.º 222) - Prémio Valmor, 1988.
- Taguspark - Núcleo Central (Oeiras - Porto Salvo) - 1.º lugar em concurso público internacional por prévia qualificação, 1993.
- Cantina do Pólo Universitário da Ajuda (Lisboa) - 1.º prémio do concurso internacional, 1994.
- Central Termoeléctrica de Mortágua (Mortágua) - Concurso de concepção construção, 1997.
- Palácio da Justiça de Sintra - 1.º lugar em concurso público internacional por prévia qualificação, 1998.
- Taguspark - Edifícios Ciência (Oeiras - Porto Salvo) - 1.º lugar em concurso público internacional por prévia qualificação, 1999.
- Taguspark - Edifícios Qualidade (Oeiras - Porto Salvo) - 1.º lugar em concurso público internacional por prévia qualificação, 2000.
- Palácio da Justiça de Coimbra - 1.º lugar em concurso público internacional por prévia qualificação, 2002.